# Karl Bolle
Karl Bolle vel Carl Bolle (ur. 20 czerwca 1893 w Berlinie, zm. 9 października 1955 tamże) – as lotnictwa niemieckiego z 36 zwycięstwami w I wojnie światowej. W czasie II wojny światowej doradca Luftwaffe.

## Przebieg służby
Urodzony w Berlinie w rodzinie właściciela sklepu spożywczego studiował ekonomię na Uniwersytecie w Oksfordzie. Po powrocie do Prus w 1913 roku wstąpił do wojska i w stopniu porucznika służył w 7 Pułku Huzarów von Seydlitz. W pułku walczył najpierw na froncie zachodnim w Belgii i Francji, gdzie brał m.in. udział w I bitwa nad Marną. Następnie wraz z pułkiem został przerzucony na front wschodni najpierw na tereny współczesnej Polski, a później Łotwy. W końcu 1915 roku został odznaczony Krzyżem Żelaznym II klasy.
W lutym 1916 roku został przeniesiony do Luftstreitkräfte. Po odbyciu szkolenia od lipca 1916 służył w Kampfgeshwader 4, a potem w Kasta 23. W Kasta 23 latał w jednej załodze wówczas z obserwatorem Lotharem von Richthofen. W październiku 1916 roku został ranny. Po wyleczeniu ran do służby wrócił dopiero w lecie 1917 roku. Został przydzielony do Jasta 28, w której odniósł swoje pierwsze zwycięstwo powietrzne 8 sierpnia 1917 roku. Do stycznia 1918 roku odniósł kolejne 4 zwycięstwa.
20 lutego 1918 roku został przeniesiony od Jasta 2 na stanowisko dowódcy, które zajmował do końca wojny. W eskadrze odniósł 31 zwycięstw. W dniu sierpniu 1918 roku został odznaczony orderem Pour le Mérite.

## Po I wojnie światowej
Po zakończeniu wojny Karl Bolle przeniósł się do lotnictwa cywilnego. Na początku 1920 roku został mianowany dyrektorem niemieckiej szkoły pilotażu transportowego (Deutschen Flugtransportschule). W latach trzydziestych został doradcą Luftwaffe bezpośrednio podlegającym Hermannowi Göringowi.

## Odznaczenia
- Pour le Mérite – 28 sierpnia 1918
- Krzyż Kawalerski Orderu Królewskiego Rodu Hohenzollernów
- Krzyż Żelazny I Klasy
- Krzyż Żelazny II Klasy
- Order Fryderyka II Klasy z mieczami (Wirtembergia)
- Krzyż Zasługi Wojskowej z mieczami (Meklemburgia-Schwerin)